# الزوجة العذراء (فلم)
الزوجة العذراء هو فيلم جريمة تم إنتاجه في مصر وصدر في سنة 1958.

## بطولة
- فاتن حمامة
- أحمد مظهر
- عماد حمدي

## روابط خارجية
- مقالات تستعمل روابط فنية بلا صلة مع ويكي بيانات